# Changning (district)

District Changning

Changning (Vereenvoudigd Chinees: 长宁区, Traditioneel Chinees: 長寧區, pinyin: Chángníng Qū) is een district in het centrum van Shanghai, in het westen van Puxi.
Het district heeft een oppervlakte van 37,19 km² en telde in 2007 964.000 inwoners. Het district wordt in het noorden begrensd door de loop van de Suzhou. Het district is de locatie voor de grote Shanghai Zoo.
In Changning is de oudere en tegenwoordig vooral binnenlandse Luchthaven Shanghai Hongqiao gelegen. Ook de hoofdkwartieren van China Eastern Airlines, Spring Airlines en het regionale Juneyao Airlines zijn in het district gelegen.

## Galerij

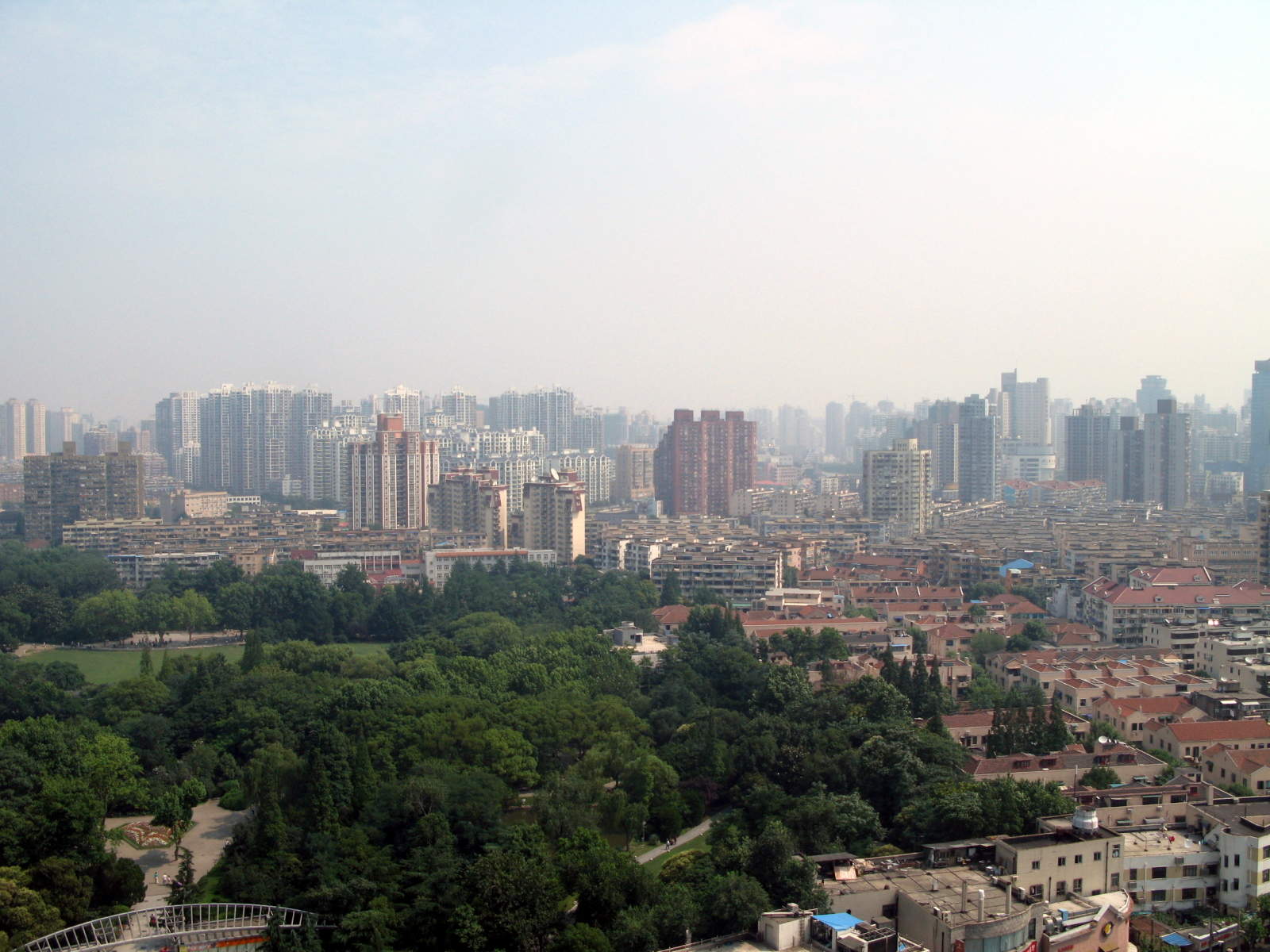
Panoramisch zicht op het Changning District in 2007
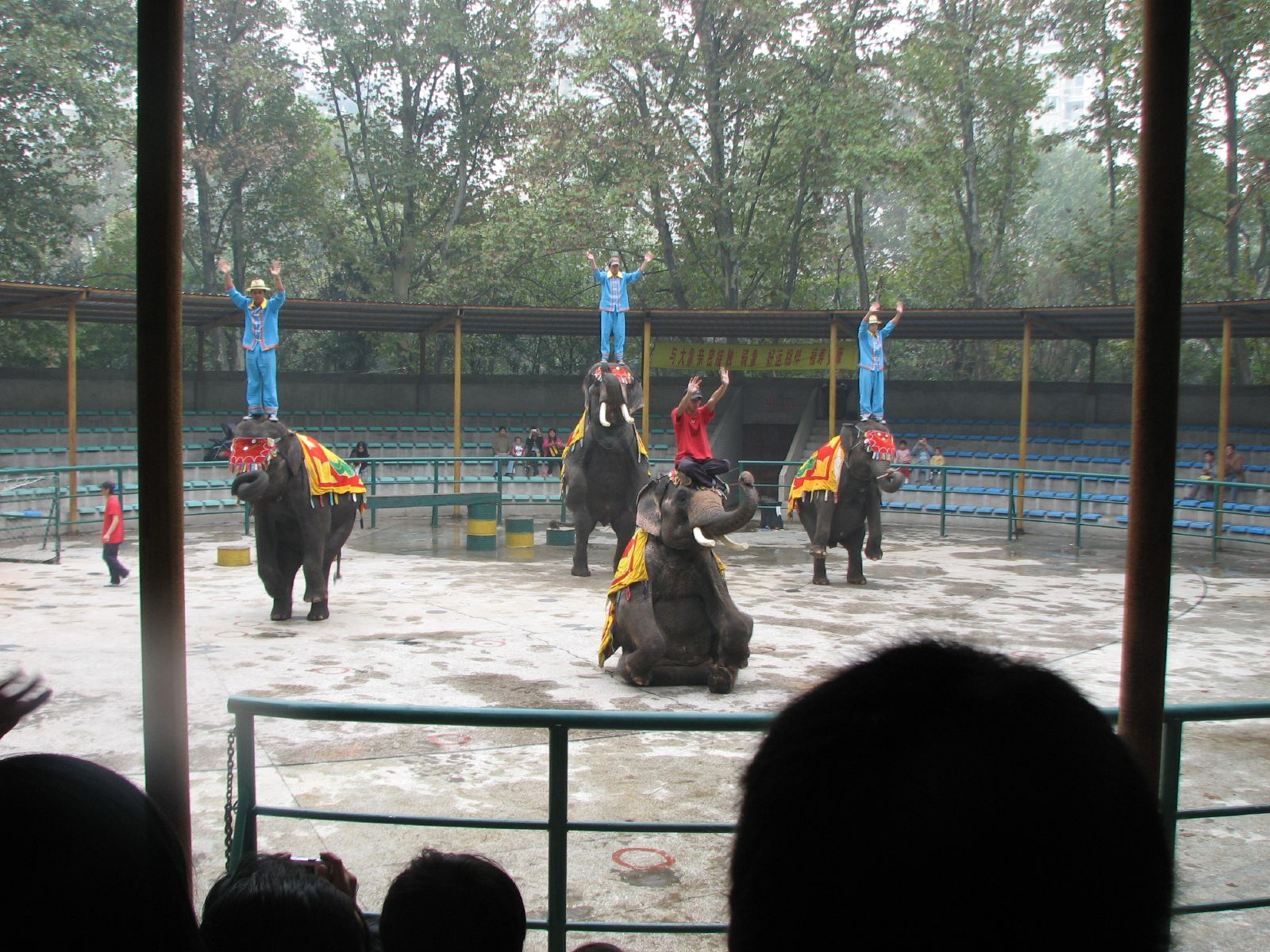
Voorstelling met olifanten in de Shanghai Zoo
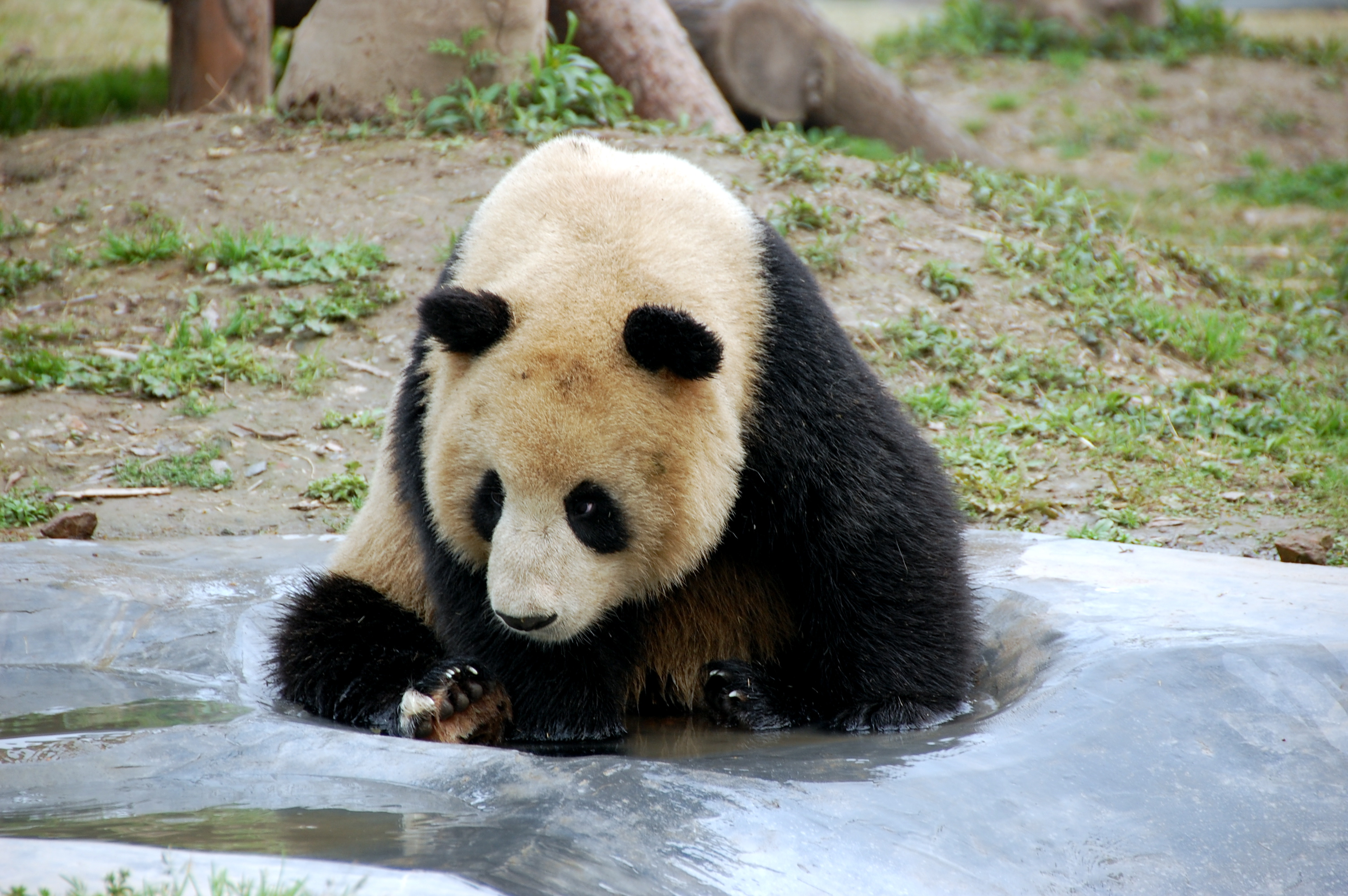
Een panda in Shanghai Zoo
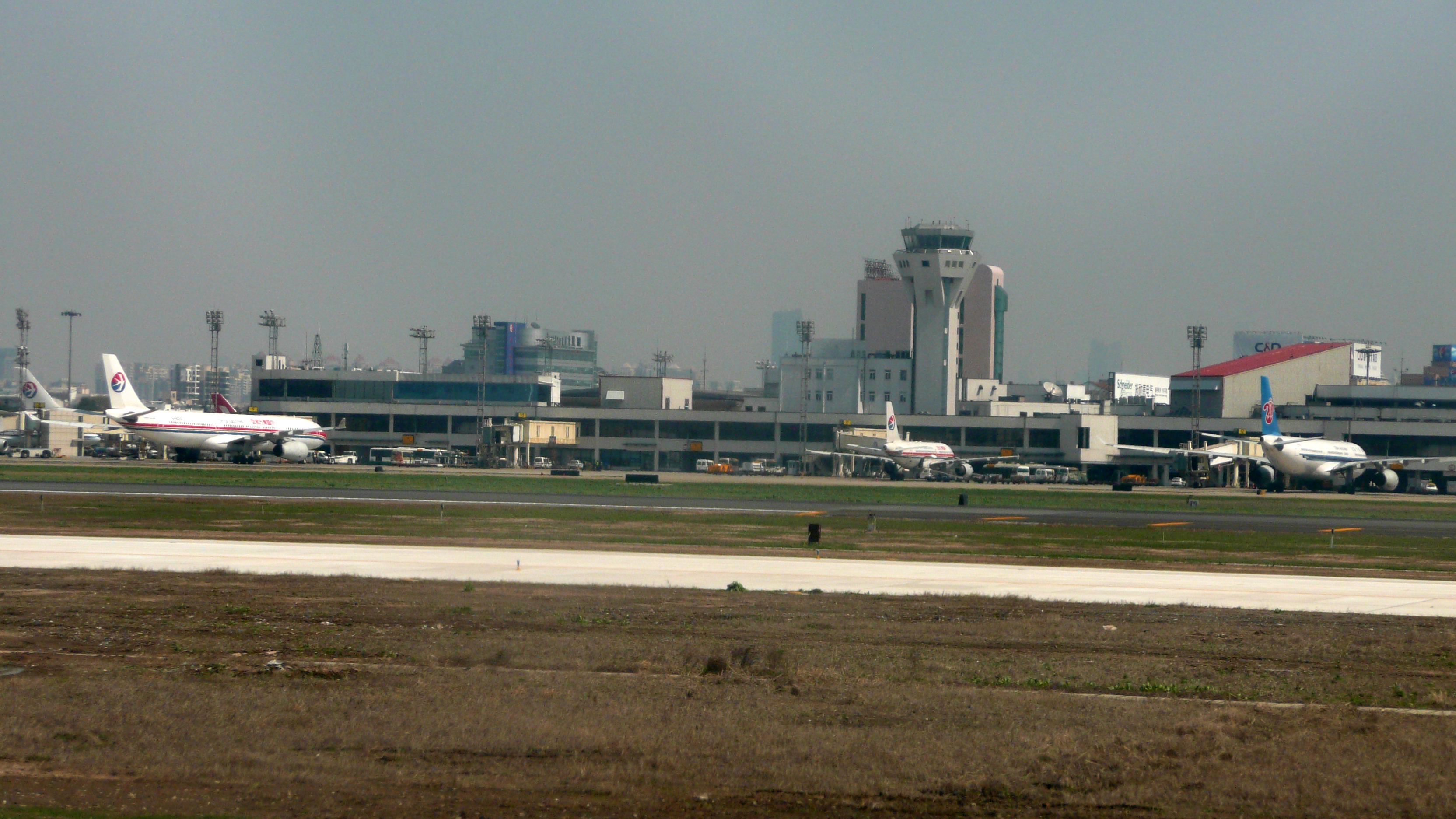
Luchthaven Shanghai Hongqiao